# Bernhard Dernburg

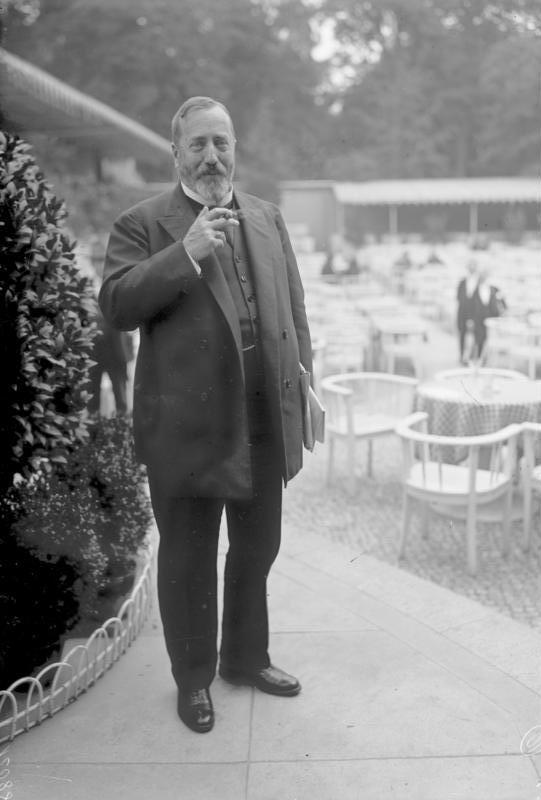
Bernhard Dernburg (1931)

Bernhard Dernburg, född 17 juli 1865 i Darmstadt, död 14 oktober 1937 i Berlin, var en tysk finansman och politiker; son till Friedrich Dernburg.
Dernburg var direktör (sedan 1901) för Darmstädter Bank, då han september 1906 kallades att som direktor för utrikesministeriets koloniavdelning överta ledningen av de tyska koloniernas förvaltning. Då kolonialavdelningen maj 1907 utbröts ur utrikesministeriet, blev han statssekreterare och chef för det nyupprättade kolonialministeriet ("Reichskolonialamt"). 
Dernburg företog omfattande studie- och inspektionsresor i Tyska Östafrika 1907 och Tyska Sydvästafrika 1908 och utarbetade åtskilliga reformförslag rörande bland annat den inhemska befolkningens behandling, men utsattes i tyska riksdagen, i synnerhet av Centrumpartiets ledare Matthias Erzberger, för häftiga angrepp, särskilt mot kostnaderna för koloniernas förvaltning. Han avgick redan juni 1910, utsågs 1913 till ledamot av preussiska herrehuset och anlitades efter första världskrigets utbrott som ledare för den tyska propagandan i USA 1914-15. 
Dernburg var 1919 ledamot av nationalförsamlingen och var 1920-30 ledamot av Weimarrepublikens riksdag, där han tillhörde Deutsche Demokratische Partei. Han var april-juni 1919 riksfinansminister i Philipp Scheidemanns ministär. Som skriftställare i finans- och socialpolitiska ämnen var han flitigt verksam, bland annat i "Berliner Tageblatt".